# Steve Barker
Pour les articles homonymes, voir Barker.
Steven John Barker (né le 4 avril 1971 à Blackpool) est un réalisateur et scénariste britannique.

## Filmographie
- 2002 : Magic Hour (téléfilm)
- 2005 : Coming Up (1 épisode)
- 2008 : Outpost
- 2012 : Outpost 2: Black Sun
- 2016 : The Rezort